# 下岩崎駅
下岩崎駅（しもいわさきえき）は、かつて岐阜県岐阜市にあった、名古屋鉄道高富線の駅。

## 歴史
1913年に高富線が長良軽便鉄道の路線として開業した当初より存在する。開業時の駅名は戸羽川駅（とばがわえき）であった。駅名が下岩崎駅に改称するのは1934年のことで、このとき当駅と入れ替わるように隣の継子渕駅が戸羽川駅に改称している。高富線は戦後のモータリゼーションの中、バスより劣る輸送力が仇となって1960年に廃止、当駅もあわせて廃駅となった。
- 1913年（大正2年）12月25日 - 長良軽便鉄道の長良北町駅 - 高富駅間の開通と同時に戸羽川駅（初代）として開業[3][4]。
- 1915年（大正4年）11月20日 - 長良軽便鉄道と美濃電気軌道市内線が接続され、11月26日より両線で直通運転開始[5]。
- 1920年（大正9年）9月10日 - 長良軽便鉄道は美濃電気鉄道へ合併。同社の高富線となる[5]。
- 1930年（昭和5年）8月20日 - 美濃電気軌道が名古屋鉄道（初代。同年中に名岐鉄道に改称し、1935年より名古屋鉄道に再改称）に合併。同社の高富線の駅となる[5]。
- 1934年（昭和9年）7月26日 - 下岩崎駅に改称。同時に継子渕駅が戸羽川駅に改称[1]。
- 1948年（昭和23年）11月1日以前 - 無人化[6]。
- 1956年（昭和31年）7月22日 - 列車交換のための側線を新設[5]。
- 1960年（昭和35年）4月22日 - 高富線廃止に伴い、廃駅となる[5]。

## 駅構造
相対式2面2線の乗り場が設けられ、交換設備、待合所が設置されていた。

## 隣の駅
名古屋鉄道
高富線
高見駅 - 下岩崎駅 - 戸羽川駅